# Alfred Grandidier
Alfred Grandidier (20 dicembre 1836 – 13 settembre 1921) è stato un naturalista ed esploratore francese.
| Grandidier è l'abbreviazione standard utilizzata per le specie animali descritte da Alfred Grandidier. Categoria:Taxa classificati da Alfred Grandidier |